# Grundstrategie
Die Grundstrategie eines Unternehmens ist die Auflistung der Absichten und langfristigen Zielen, in der Regel für etwa fünf Jahre. Sie beinhaltet Bestimmungen, deren Umsetzung durch die Ausrichtung der Entscheidungen des Unternehmens zu garantieren sind. Sie ist anders als das Unternehmensleitbild ein streng vertrauliches Papier, da sie alle Absichten und Ziele des Unternehmens beschreibt. Sie beantwortet unter anderem folgende Fragen:
- Welche Bedürfnisse will das Unternehmen mit seinen Marktleistungen befriedigen?
- Welchen Anforderungen sollen unsere Produkte entsprechen?
- Wie soll das Unternehmen wachsen?
- Welche Marktstellung will das Unternehmen erreichen?
- Welchen Gewinn will das Unternehmen erzielen? Wie soll das Unternehmen finanziert werden?
- Welche Stellung soll das Unternehmen gegenüber den Kunden, Mitarbeitern und dem Staat nehmen?